# Funnel cake

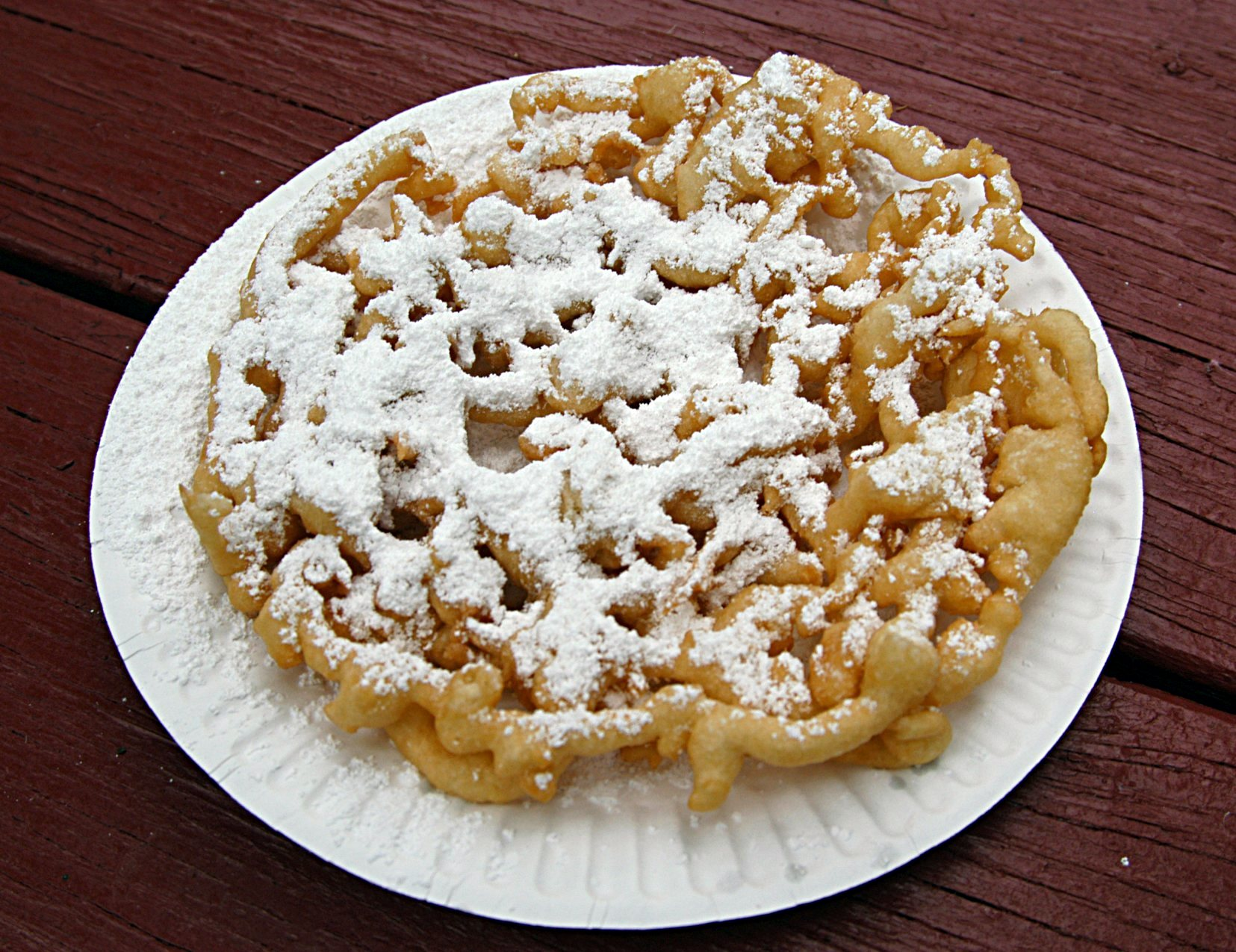
Funnel cake med florsocker

Funnel cake eller funnelcake, "trattkaka" Härstammar från medeltida Europa där det såldes på marknader och torg. Numera är det väldigt populärt i USA. Kakan görs genom att hälla smet genom en tratt ner i kokande het matolja i ett cirkulärt mönster, varpå smeten friteras tills den blir gyllenbrun. När den görs vid stånd används en specialtillverkad tillbringare med ett inbyggt trattliknande rör istället för separata trattar. Kakan serveras ofta med florsocker, sylt eller andra toppingar.
Kakan liknar andra bakverk gjorda på friterad deg (speciellt den som kallas elephant ears), förutom att dessa degprodukter görs på en jäst deg, medan funnel cakes görs med en ojäst smet.
Den österrikiska motsvarigheten till kakan är struvan. Struvor bakas även i Finland samt i Skåne i Sverige.